# Physoschistura rivulicola
Physoschistura rivulicola és una espècie de peix de la família dels balitòrids i de l'ordre dels cipriniformes.

## Morfologia
- Els mascles poden assolir 4,8 cm de longitud total.
- 12 radis tous a l'aleta dorsal i 8 a l'anal.
- Línia lateral incompleta, amb 56-57 porus i arribant a l'origen de l'aleta anal.[7][8]

## Hàbitat
És un peix d'aigua dolça, demersal i de clima tropical.

## Distribució geogràfica
Es troba a Àsia: la conca del riu Salween al sud dels Estats Shan (Myanmar), incloent-hi el llac Inle i els seus afluents.

## Amenaces
Les seues principals amenaces són la introducció d'espècies exòtiques (com ara, Tilapia al llac Inle) i la contaminació de l'aigua causada pels residus domèstics i agrícoles.